# Venosa
Venosa és una ciutat d'Itàlia a la Basilicata, província de Potenza, a la conca del riu Ofanto. Té uns 12.000 habitants.
Els seus monuments més important son: l'església de l'abadia de La Trinità del segle xii construïda amb pedres de l'antic amfiteatre romà; la catedral del segle xv, el castell, també del segle xv i les catacumbes jueves dels segles IV i V.

## Història
L'antiga Venúsia (llatí: Venusia grec antic: Οὐενουσία) va ser una ciutat de la Pulla, situada a la via Àpia a uns 15 km al sud del riu Aufidus (Ofanto), propera a la frontera amb Lucània. Horaci, nadiu de la ciutat, diu que era una colònia romana formada amb terrenys de Lucània i de la Pulla. Era probablement una ciutat de la Pulla. Plini el Vell i Claudi Ptolemeu diuen clarament que pertanyia a la Pulla.
És esmentada per primer cop quan el cònsol romà Luci Postumi Megel la va ocupar l'any 291 aC quan era una ciutat de certa importància. La majoria dels seus habitants van ser passats per l'espasa i s'hi va establir una colònia romana per ordre del senat. Es diu que hi van anar vint mil colons però aquest nombre és probablement exagerat, però no hi ha dubte que el loc era molt poblat.
Era un lloc segur pels romans durant la Segona Guerra Púnica i s'hi va refugiar el cònsol Gai Terenci Varró amb 700 cavallers després de la derrota en la batalla de Cannes l'any 216 aC. Allí el cònsol es va reorganitzar i va reunir una força de 4000 cavallers i infants, als que la ciutat va proveir d'armes i de roba, diuen Titus Livi i Polibi. Més tard va poder complir amb els requeriments de subministraments fets per Roma. Va ser el quarter general dels romans a la Pulla durant tota la guerra, però la ciutat va patir força i al final de la guerra es va haver d'enviar un nou cos de colons per cobrir les baixes, l'any 200 aC. Després va prosperar i va créixer.
A la guerra social va ser una de les ciutats que primer es va unir a la revolta, i una de les principals places dels aliats al sud d'Itàlia. Al segon any de guerra el pretor Gai Cosconi va assolar territori però sembla que no va atacar la ciutat. Aquests fets no van alterar la seva prosperitat per gaire temps, fet afavorit per la seva situació a la via Àpia.
Sota el Triumvirat es va enviar un nou cos de colons i va retenir el rang de colònia sota l'Imperi. Era un lloc de parada en el camí entre el port de Brundisium i Roma, segons diu Ciceró, que sembla que hi tenia una vil·la. Una inscripció del temps de l'Imperi l'esmenta com splendida civitas Venusinorum.
Durant l'edat mitjana va ser una seu episcopal (segle v), i una possessió de l'Imperi Romà d'Orient. Al segle ix els sarraïns la van assolar i al segle xi va passar als normands. Va passar després als angevins i als catalans-aragonesos sota els que va ser un feu de diverses famílies fins al segle xvii. Part del regne de les Dues Sicílies (o temporalment del Regne de Nàpols) va entrar amb aquest a Itàlia l'any 1861.
Va ser el lloc on va néixer el poeta Horaci l'any 65 aC durant el consolat de Luci Manli Torquat i Luci Aureli Cota. Horaci esmenta la ciutat en alguns poemes i parla de la font de Bandusia i dels boscos de la muntanya de Vultur, però no hi va viure molts anys, ja que el seu pare va perdre les terres que hi tenia, que van ser confiscades durant les guerres civils.